# Semaine tragique (Guatemala)
Pour les articles homonymes, voir Semaine tragique (homonymie).
La Semaine tragique est un soulèvement populaire qui prend place au Guatemala du 8 avril au 14 avril 1920. Il est mené par le Parti unioniste, les chefs étudiants et les opposants au président Manuel Estrada Cabrera après le refus de ce dernier de quitter le pouvoir. Le Congrès du Guatemala le déclare alors mentalement incompétent et nomme Carlos Herrera y Luna comme président intérimaire.

## Causes

### Parti unioniste

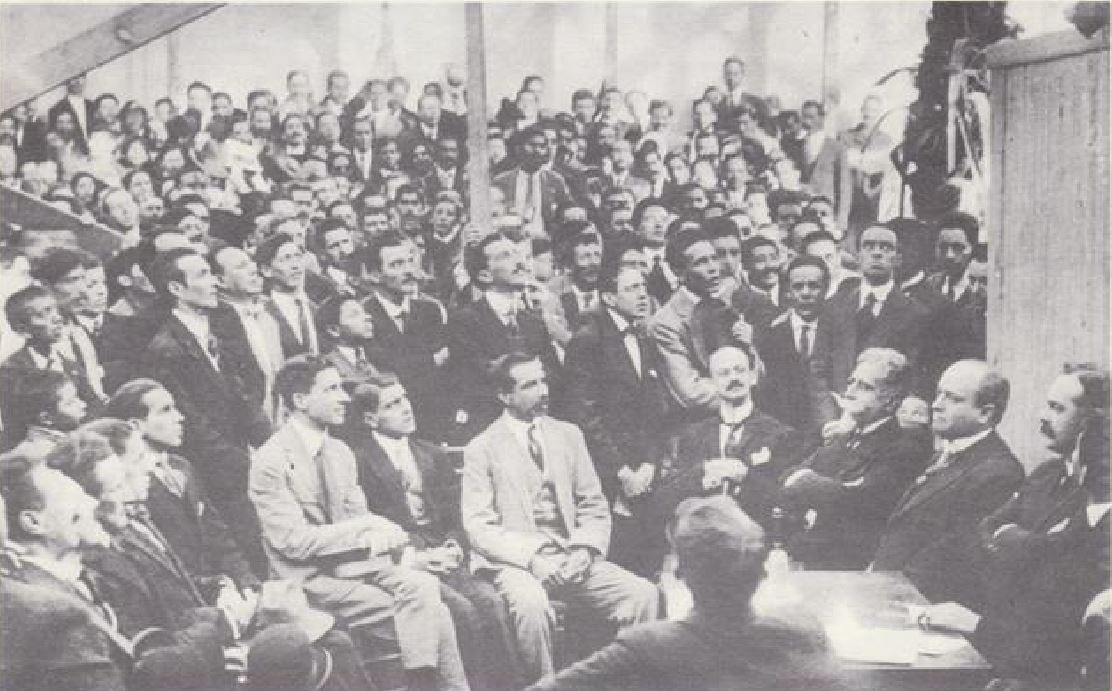
Casa del Pueblo} en décembre 1919, alors que les chefs unionistes signent le procès-verbal. Les dirigeants conservateurs sont aux premières loges.

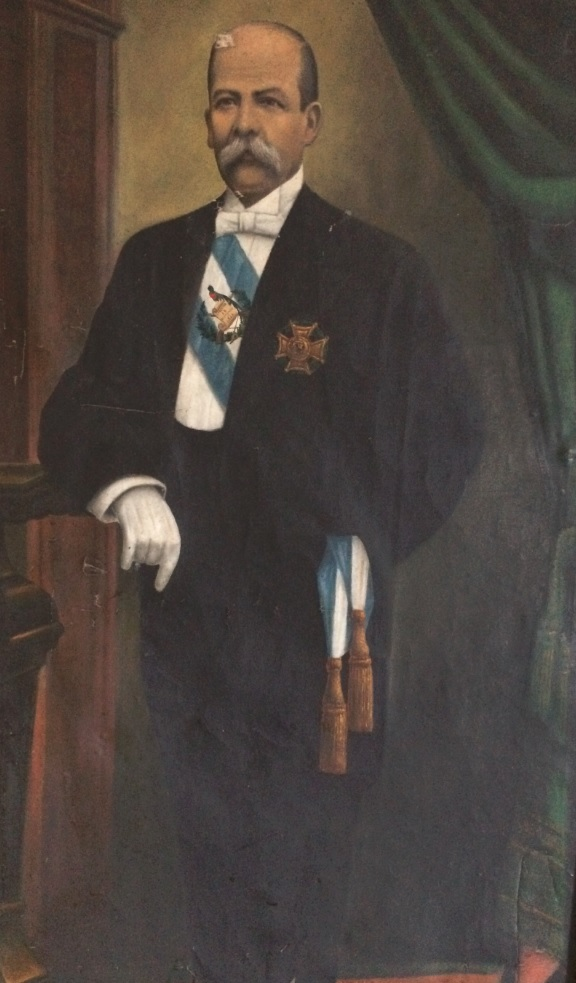
Dernier portrait officiel du président Manuel Estrada Cabrera.

Plusieurs critiques sont faites contre le président Manuel Estrada Cabrera tout au long de ses nombreuses années à la tête du Guatemala, mais la bonne fortune lui permet de toujours s'en sortir avantageusement[non neutre]. Malgré le fait qu'il provienne de la société civile, il base son pouvoir sur le support des militaires. Avec la déclaration de guerre contre l'Allemagne durant la Première Guerre mondiale, il y voit l'occasion d'augmenter l'arsenal militaire déjà très bien équipé en armes et minutions.
L'opposition au régime débute à la suite des séismes de 1917-1918, qui dévastent de nombreuses villes du Guatemala, dont la capitale. À ce moment, il s'avère évident que le président est incapable de diriger les efforts de secours et reconstruction. Pressé par son cousin et évêque de Facelli, Manuel Cobos Batres, Piñol y Batres, membre de la riche famille guatémaltèque Aycinena, commence à prêcher contre les politiques gouvernementales dans l'église San Francisco en 1919. Pour la première fois, l'Église catholique s'oppose alors au président. De plus, Cobos Batres est en capacité d'inspirer le sentiment national et conservateur des chefs criollos (en) José Azmitia, Tácito Molina, Eduardo Camacho, Emilio Escamilla et Julio Bianchi, afin de former une union centraméricaine en opposition au régime dirigé par Estrada Cabrera. Le Parti unioniste commence alors ses activités militantes contre le régime avec l'appui de nombreux représentants de la société civile guatémaltèque, dont les étudiants de l'université Estrada Cabrera et de groupes syndicaux.
Le nouveau parti est désigné comme « unioniste », afin de se différencier des courants libéraux et conservateurs qui ont marqué le pays depuis l'indépendance. Il se veut un parti composé d'« hommes de bonne volonté, épris de liberté et de sentiment démocratique » et qui « rêve d'une union centraméricaine ». Le quartier général du nouveau parti se situe dans une maison appartenant à la famille Escamilla, plus tard connue sous le nom de « Maison du Peuple ». Tácito Molina rédige l'acte de fondation du parti qui est ensuite signé par cinquante-et-un citoyens le 25 décembre 1919 et qui sera connu sous le nom d'« acte triple », parce qu'il était plié en trois lors de sa remise aux citoyens. Le document sera distribué à travers Guatemala jusqu'au 1er janvier 1920.

### Janvier-mars 1920

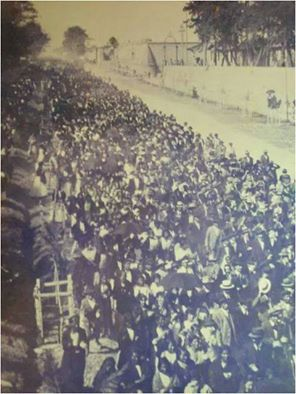
Manifestation unioniste du 11 mars 1920.

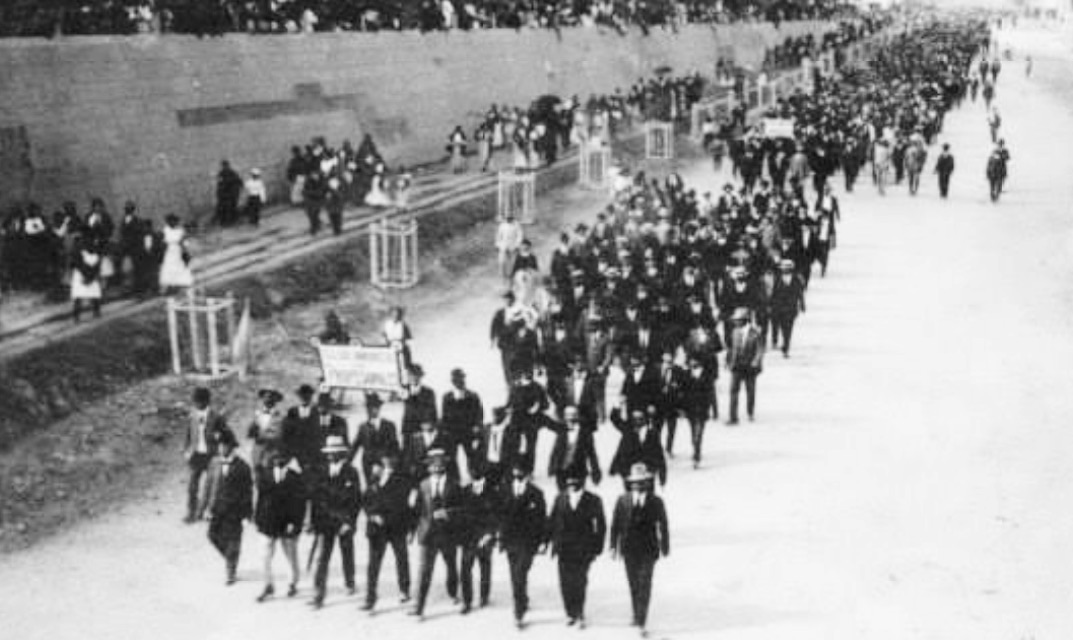
Manifestation du 11 mars 1920.

À partir de janvier, les Unionistes deviennent plus virulents et attaquent ouvertement le gouvernement. Bien qu'ils soient persécutés et emprisonnés, ils sont tout de même traités avec moins de sévérité qu'auparavant. Ce traitement s'explique par une rumeur voulant que les Unionistes bénéficient d'un large soutien à travers la population.
Estrada Cabrera est forcé d'accepter la formation du nouveau parti en raison de la pression interne et internationale. Le 1er mars 1920, le Congrès accepte officiellement sa formation. Malgré la reconnaissance publique du nouveau parti par le président et son ouverture à des opposants politiques, les partisans unionistes sont tout de même persécutés et arrêtés[réf. nécessaire].
Le 11 mars 1920, le parti organise une manifestation contre le régime et réclame la formation d'un nouveau gouvernement, une réforme du système judiciaire et des lois, des réformes administratives, une plus grande liberté politique et la fin de la censure de la presse. Le Congrès promet de recevoir les protestataires. L'institution ayant été déplacée vers l'Académie militaire après les séismes de 1917-1918, les protestataires se dirigent vers l'endroit mais sont accueillis par des tirs de mitraillettes automatiques dirigés contre eux, qui causent plusieurs morts et blessés. L'évènement provoque un sentiment de rage et place la population guatémaltèque contre le pouvoir du président, sentiment exacerbé par deux décennies d'un pouvoir autoritaire et militaire, ainsi que son incompétence dans la gestion de crise après les séismes de 1917-1918.

### 8 avril 1920

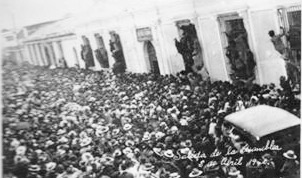
Le 8 avril 1920, le peuple guatémaltèque se dirige vers le Congrès du peuple.

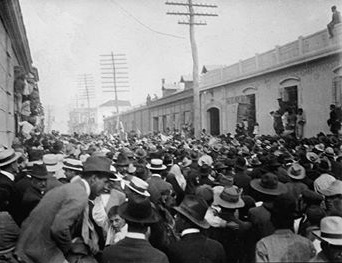
Autre cliché de la foule se dirigeant vers le Congrès.

Le prince Guillaume de Suède et ses compagnons retournent à Guatemala le 8 avril 1920 et rédigent un livre selon lequel « il y avait une sorte de sensation dans l'air, comme si quelque chose allait se passer ». Le prince n'est pas au courant que les jours précédents, les dirigeants unionistes Julio Bianchi et Tácito Molina ont conclu un accord avec des dirigeants du Congrès, dont Adrián Vidaurre (es), et se sont entendus pour que le congrès déclare le président inapte à exercer ses fonctions. Le Congrès mandate alors dix médecins pour se rendre à La Palma pour analyser l'état de santé du président. Conscients que se rendre sur place les condamnerait à mort, ils s'arrêtent à un coin de rue voisin et attendent quelques heures. De retour au Congrès, ils déclarent le président comme certainement fou.
Ensuite, le président du Congrès, Adrián Vidaurre, ancien secrétaire de la Guerre et jusqu'alors l'un des membres les plus importants du cabinet de Cabrera, déclare le président inapte et incompétent à continuer d'exercer ses fonctions. Carlos Herrera y Luna est par la suite nommé président par intérim.
Herrara, qui est représentant de sa ville natale de Santa Lucía Cotzumalguapa, est choisi pour sa bonne réputation, ses qualités et sa fortune personnelle, laissant présager que ceci le rendrait moins susceptible de s'enrichir avec les fonds publics.
Par la suite, une foule en liesse circule dans les rues sous les regards des soldats qui, après avoir été rachetés, restent neutres le temps que la poussière retombe.
Apprenant le diagnostic, Estrada Cabrera répond: « Fou, hein ? Ils verront leur fou ! ».

## Semaine tragique, 9 au14 avril 1920

### 9 avril 1920
Cabrera résiste à ce verdict et se barricade dans sa résidence de La Palma avec la ferme intention de combattre.
Le 9 avril 1920, la ville de Guatemala se réveille au bruit des mitraillettes et des bombardements qui surviennent dans tous les quartiers de la capitale. À La Palma se trouve un arsenal d'obusiers, de mitraillettes et de canons anti-aériens. Devant cette situation, les rues sont désertées lorsque le sang commence à couler. Les Unionistes sont désemparés, manquant d'organisation et d'armes. Malgré tout, ils parviennent à résoudre la situation en pillant des bâtiments gouvernementaux. Armés de couteaux, de machettes, de fusils de saloon, de fusils de chasse, de haches et de pieds de biche, il érigent des barricades et des tranchées sur la voie publique.
La désorganisation initiale est telle que les partisans des deux camps font face à des situations de tir ami. Ce problème est résolu lorsque des macarons blancs marqués d'un « Unionista » sont distribués. Quelques heures plus tard, la majorité des hommes de la capitale porte ce macaron sur leur chapeau, ainsi qu'un portrait du nouveau président sur la poitrine. Du côté gouvernemental, un feu constant émane de La Palma et des deux forts de San José et Matamoros. Des voitures arborant des drapeaux de la Croix-Rouge se déploient avec des infirmières équipées d'équipement médical et de machettes.
Le combat endommagent rapidement les conduites d'eau et les câbles électriques, plongeant Guatemala dans le noir et sans téléphone, ni télégraphe. Sous le sifflement des balles, les rumeurs deviennent le seul moyen d'obtenir des informations sur l'état de la situation.

### 10-13 avril 1920
Durant les jours suivant, les Unionistes craignent que les Cabreristes parviennent à encercler les insurgés. À plusieurs reprises, des trêves sont réclamées et proclamées, mais constamment violées les instants suivants. Le prince Guillaume et ses compatriotes se barricadent à l'hôtel qui, grâce à ses larges murs solides et son toit en tôles, parvient à les maintenir en sécurité.
La situation se calme rapidement et les périodes d'accalmies deviennent plus fréquentes. Malgré tout, les pillages demeurent courants et, après un pillage du magasin situé en face de l'hôtel, les Unionistes laissent sur place un drapeau vénézuélien. Le prince le récupère et le transforme en drapeau suédois rudimentaire pour le faire flotter à une fenêtre de l'hôtel dans le but de montrer la présence sur place d'une législation étrangère.

### 14 avril 1920

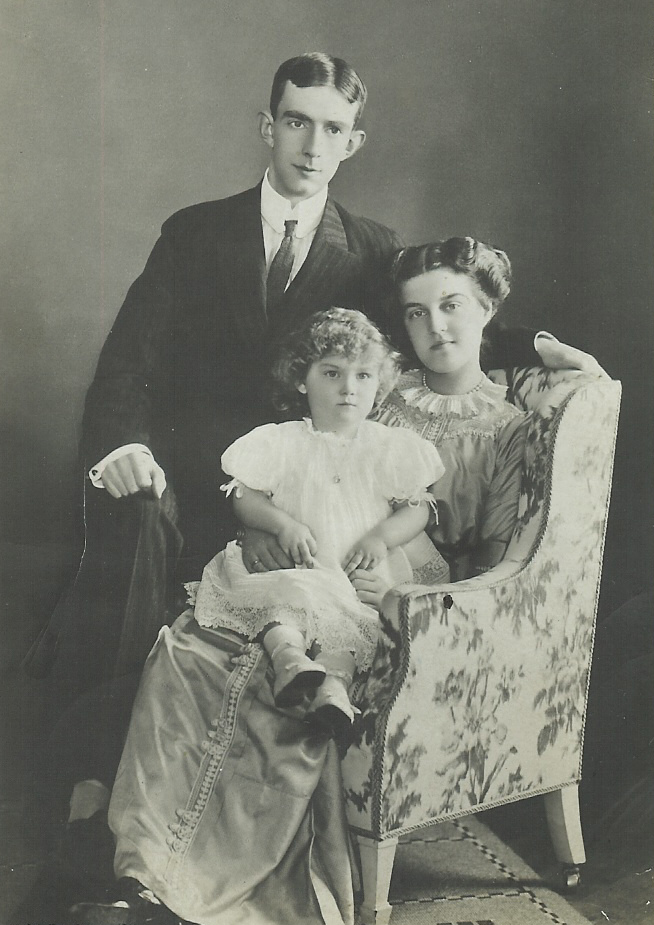
Le prince Guillaume de Suède dans un portrait de famille. Le prince était au Guatemala au moment de la semaine tragique et écrit son expérience dans le livre Between two continents.

Les combats se poursuivent jusqu'à la chute du fort San José (en). Les défenseurs affamés et épuisés de La Palma et Estrada Cabrera se rendent.

## Conséquences
Avec la fin des combats, les dégâts ne sont pas aussi importants que prévu et surtout limités au fort de San José et autour de la prison centrale. Ces deux immeubles étant près l'un de l'autre, les maisons environnantes se retrouvent criblées de balles et en partie détruites.
À La Palma, les membres de l'ancienne garnison sont faits prisonniers. Pendant ce temps, Estrada Cabrera est conduit à l'Académie militaire sous escorte diplomatique. Dès l'évacuation terminée, la foule commence à piller la demeure présidentielle sans action des forces de l'ordre qui ne sont pas en mesure de la contenir.
Après les évènements, des tentatives sont menées afin de prendre l'Académie militaire par la force dans le but de lyncher l'ancien président, sans y parvenir. Néanmoins, malgré la volonté des Unionistes d'établir une démocratie et un État de droit, une douzaine de Cabréristes sont lynchés à coups de gourdins et de machettes.
À la fin des évènements, aucune célébration de la victoire n'est faite, la population étant trop occupée à reconstruire la ville, soigner les milliers de blessés et commémorer la mort d'environ 800 personnes.

## Cabréristes jusqu’au-boutistes

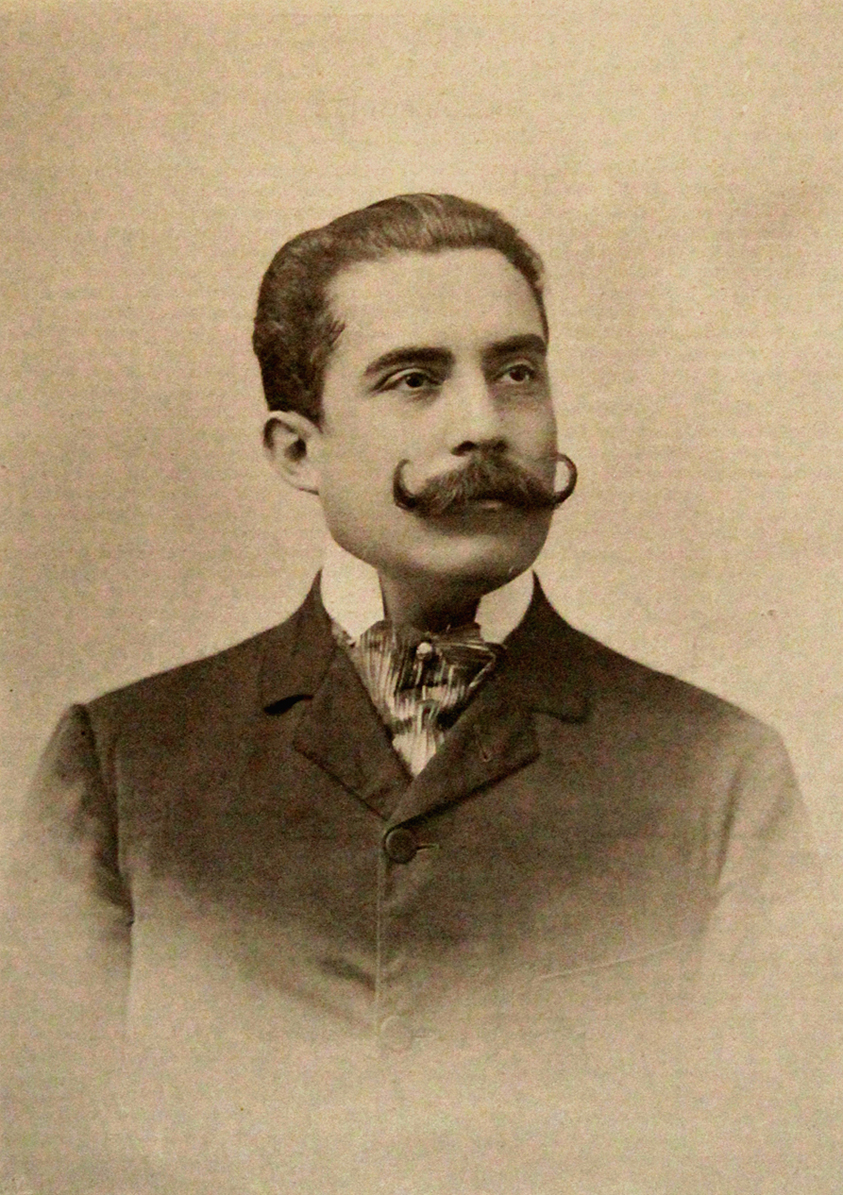
José Santos Chocano, poète péruvien et dernier allié d'Estrada Cabrera.

Estrada Cabrera se rend le 14 avril 1920 avec son ami fidèle, le poète péruvien José Santos Chocano.
|  | Portraits des défenseurs de à La Palma lors de la capitulation d'Estrada Cabrera. Les numéros des photos correspondent à : 1. Manuel Estrada Cabrera 2. Lieutenant-colonel Eduardo Anguiano : mort au combat. 3. Juan Viteri : loyal serviteur et assassin aux ordres de Cabrera. Fils de Juan Viteri, que Cabrera avait tué en 1908 avec son frère Adolfo ; en prison pendant plusieurs années, il est relâché et devient un fidèle serviteur du président. 4. Général J. Antonio Aguilar : chef de police d'Antigua Guatemala. Mort en prison le 10 mai 1920. 5. Manuel Echeverría y Vidaurre : aide de camp du président. Le seul à être parvenu à fuir le pays. 6. Máximo Soto Hall : Poète et homme politique qui écrit en l'honneur d'Estrada Cabrera. 7. Col. Miguel López : commandant du fort de Matamoros. Il est responsable du bombardement de la capitale durant la semaine tragique. Il est pendu sur la place centrale le 15 avril 1920. 8. Col. Salvador Alarcón : commandant du Totonicapán. Mort sur place le 10 mai 1920. 9. Franco Gálvez Portocarrero : aide de camp d'Estrada Cabrera et serviteur inconditionnel. Pendu sur la place centrale le 16 avril 1920. 10. Lieutenant-colonel Roderico Anzueto : un des cadets délateurs du complot de 1908. Après sa libération, il rejoint l'armée et sert comme chef de police sous la présidence de Jorge Ubico Castañeda. 11. Alberto García Estrada : second commandant du fort Matamoros, qui coordonne les bombardements. Pendu sur la place centrale le 15 avril 1920. 12. José Félix Flores, Jr. : ami d'Eduardo Anguiano 13. José Félix Flores : mort au combat le 15 avril 1920. 14. Luis Fontaine : citoyen français. Serviteur du président, mort au combat le 10 avril 1920. 15. Maire José María Mirón : mort le 15 avril 1920. 16. Maire Emilio Méndez : directeur de prison. Mort au combat à Chimaltenango le 10 avril 1920. 17. Ricardo Sánchez : proche du président 18. Gregorio González : chef adjoint de la police. Se suicide le 9 avril 1920. 19. Maire Julio Ponce : mort au combat le 8 avril 1920. |
|  | Parmi les autres collaborateurs d'Estrada Cabrera: 1. Manuel Estrada Cabrera 2. Général José Reyes : chef de cabinet durant la Semaine tragique. 3. Général J. Claro Chajón : commandant en chef de l'Armée et coordinateur des attaques sur la capitale durant la semaine tragique. 4. Col. Rafael Yaquián : chef de police urbaine. 5. Gorge I. Galán : chef de la police secrète. 6. José Santos Chocano : poète péruvien et ami proche du président. 7. Général Miguel Larrave : commandant de l'armée à Mazatenango. 8. Brigadier Juan P.F. Padilla : commandant de la défense de La Palma. 9. J. Sotero Segura Alfaro : agent de la police secrète. 10. Manuel María Girón : représentant du gouvernement. 11. Jesús F. Sáenz : premier secrétaire du président. 12. Col. Angel Santis : ami du président. 13. Felipe Márquez : agent secret d'Estrada Cabrera 14. Gerardo Márquez : fils de Felipe Marquez et accusé de meurtre. 15. Col. Manuel de León Arriaga : second commandant de l'armée d'artillerie. 16. Gilberto Mancilla : aide de camp du colonel Eduardo Anguiano. 17. Col. José Pineda Chavarría : directeur de la Poste. 18. Heberto Correa : étudiant universitaire et agent infiltré. 19. Lieutenant-colonel Carlos de León Régil : officier de police. 20. Andrés Largaespada : journaliste qui se porte volontaire pour la défense du président. 21. Brigadier Enrique Aris : agent de la police secrète. |
|  | |

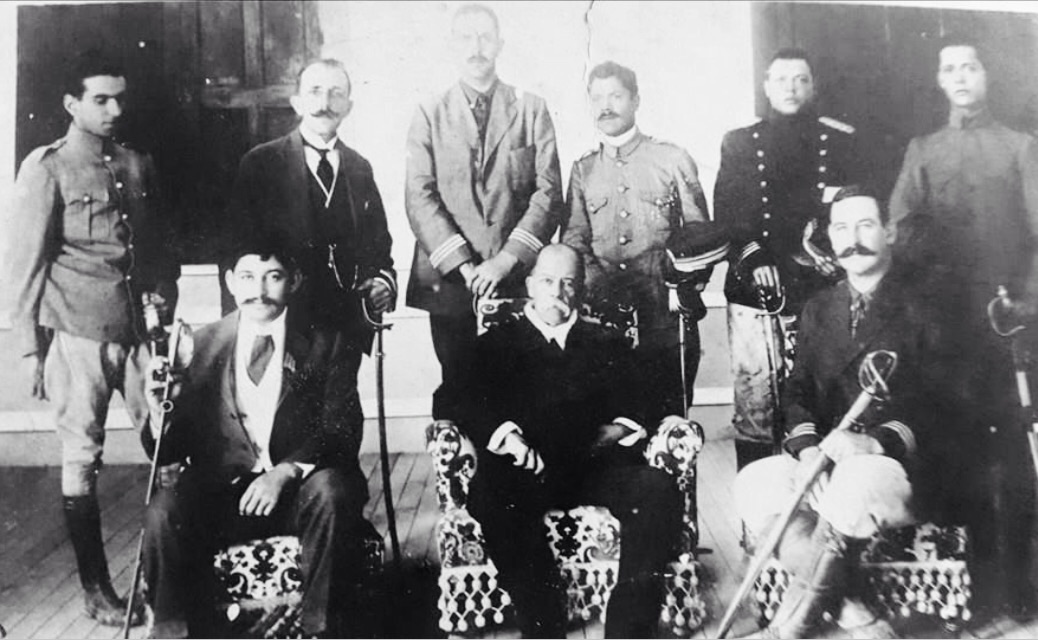
Estrada Cabrera avec les militaires de son entourage le lendemain de sa démission.
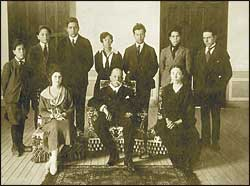
Estrada Cabrera avec sa famille et amis, après sa démission.